# Cristoforo Munari

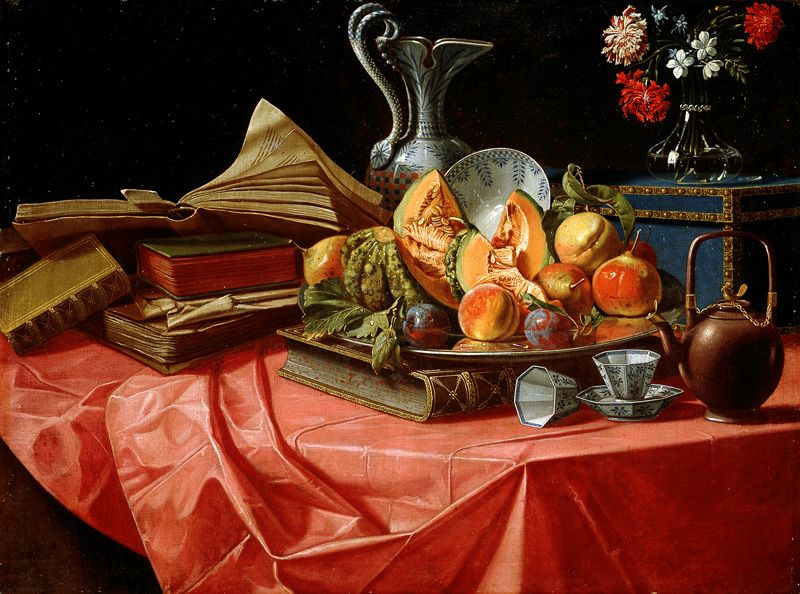
Libri, porcellane cinesi, vassoio di frutta, bauletto, vasetto di fiori e teiera su tavolo coperto da tovaglia rossa.

Cristoforo Munari (Reggio Emilia, 21 luglio 1667 – Pisa, 3 giugno 1720) è stato un pittore italiano.

## Biografia
Munari artisticamente si formò alla scuola emiliana, ma, verso la fine del secolo, si trasferì a Roma.
Abilissimo pittore di nature morte, iniziò dipingendo le cosiddette «cucine rustiche» (utensili, selvaggina, salumi, punte di formaggio «grana»), poi il suo stile si evolse e nei suoi dipinti iniziarono ad apparire raffinate porcellane cinesi, che diventarono quasi una sua firma.
Fra il 1706 ed il 1715 fu a Firenze, dove dipinse anche trofei di guerra e trompe-l'œil. Si trasferì quindi a Pisa, occupandosi quasi esclusivamente di restauri. Due sue tele Natura morta con frutta, porcellane e strumenti musicali, Natura morta con frutta, libri, piatti e spartiti musicali, 1710-1720 sono conservate nel Museo civico Amedeo Lia a La Spezia.
Nel 1998 il comune di Reggio Emilia promosse una mostra per rendere omaggio al pittore a Palazzo Magnani.

Nature morte
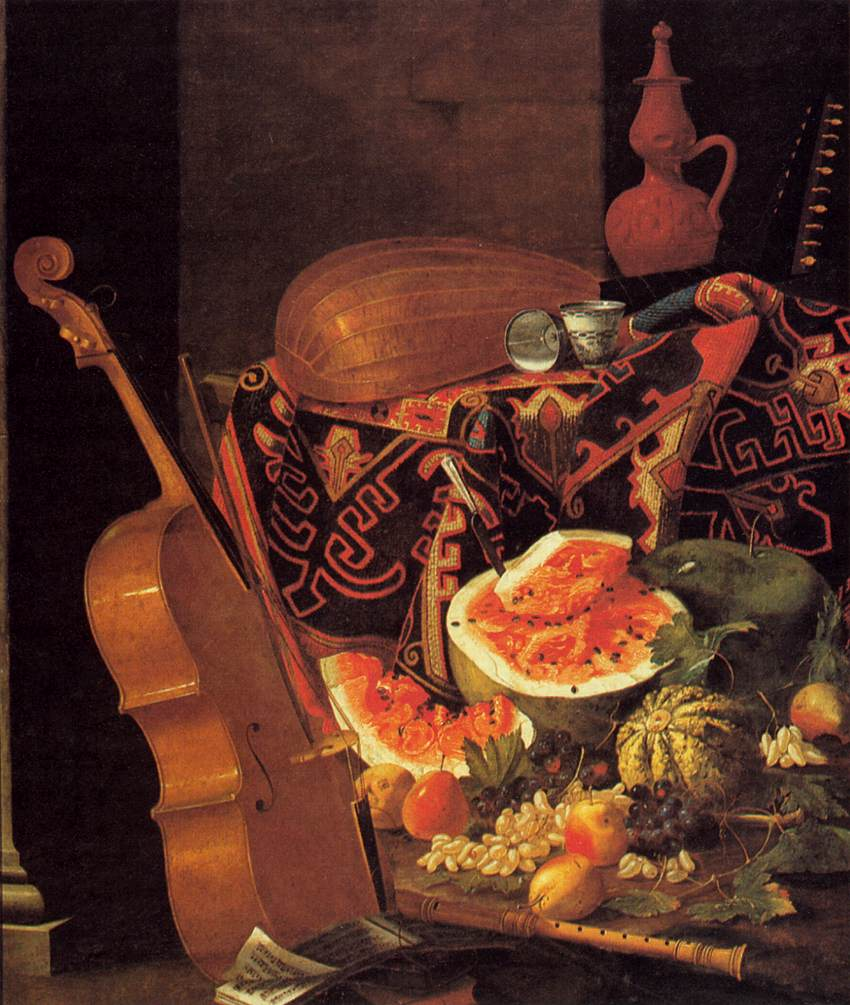
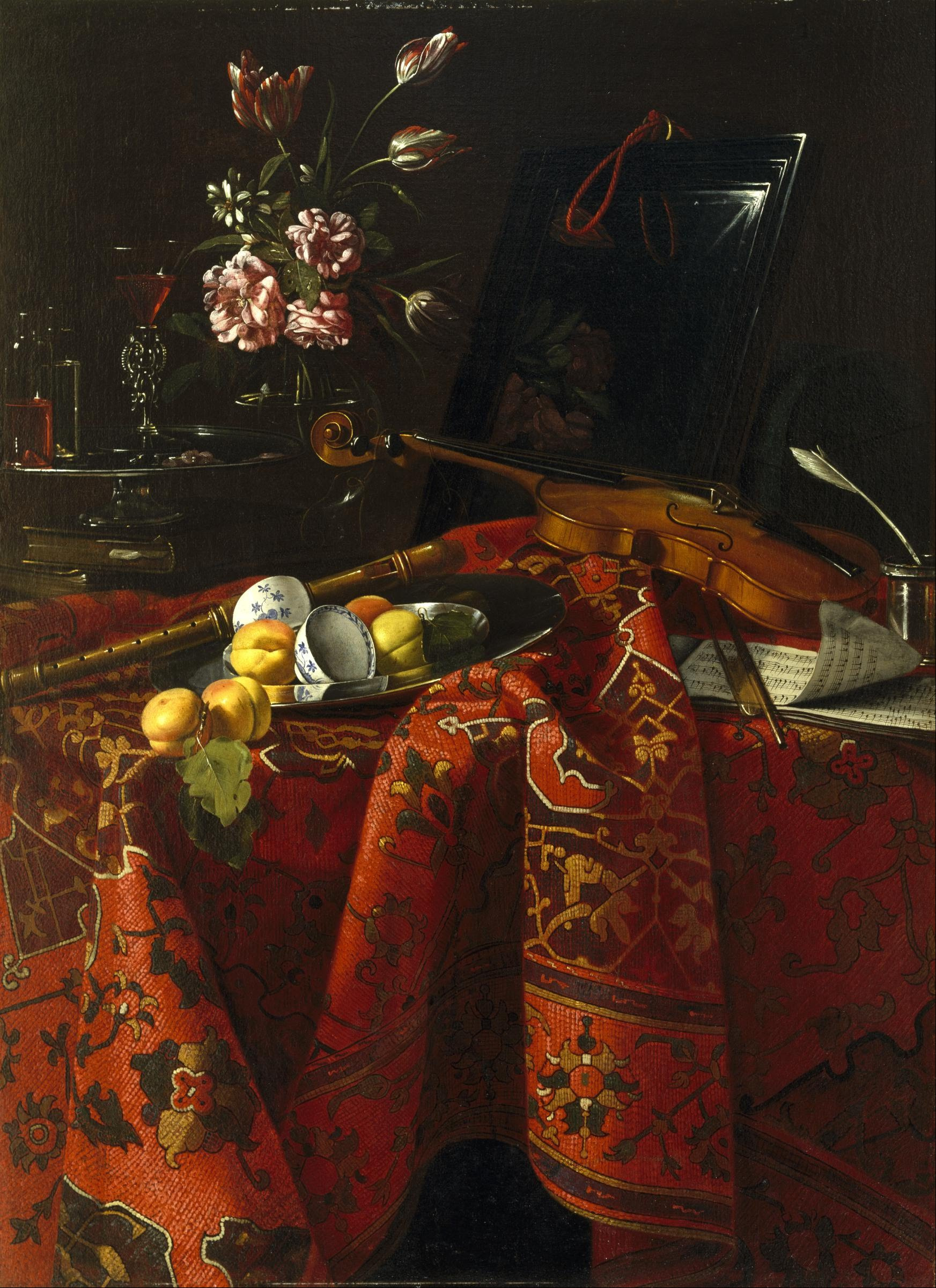
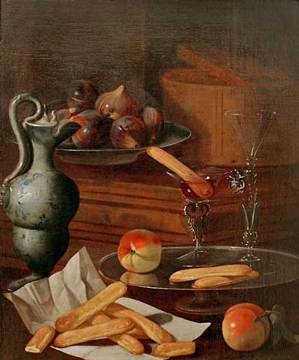
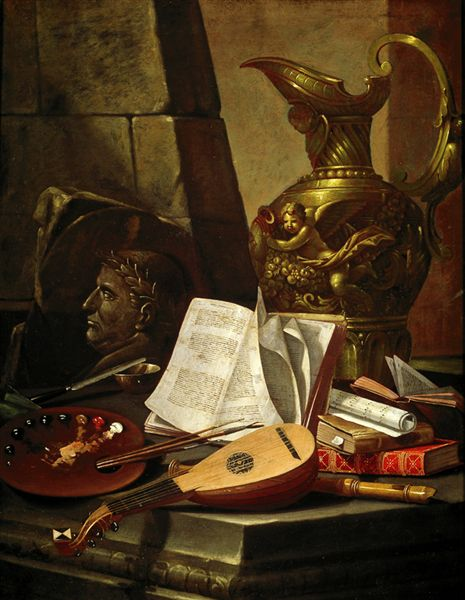
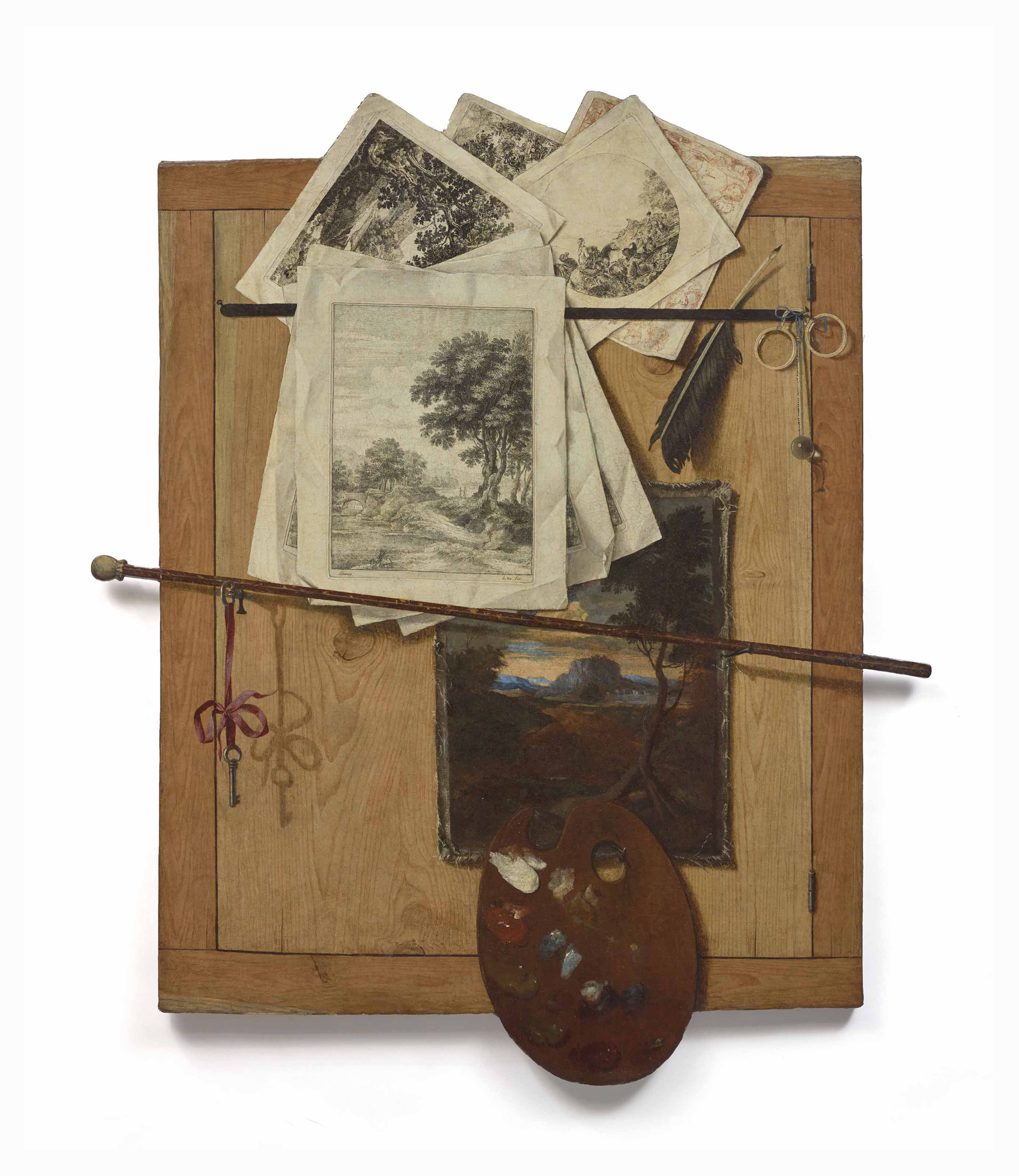

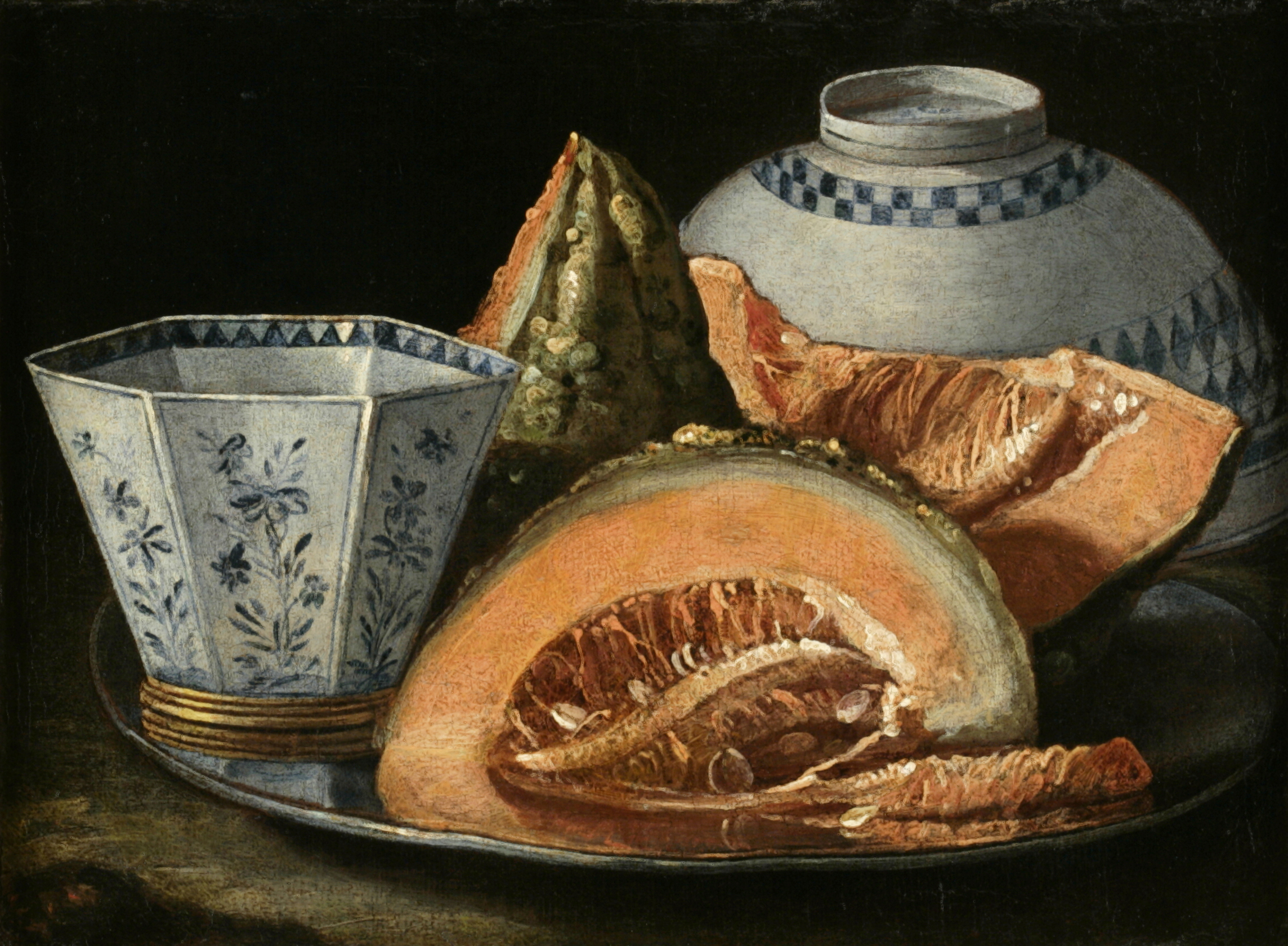
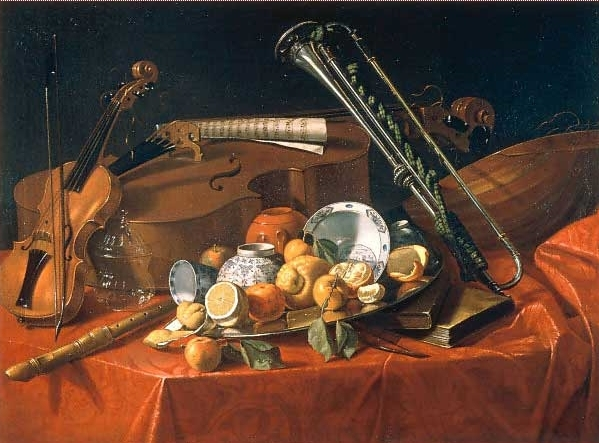
ca. 1703-1706
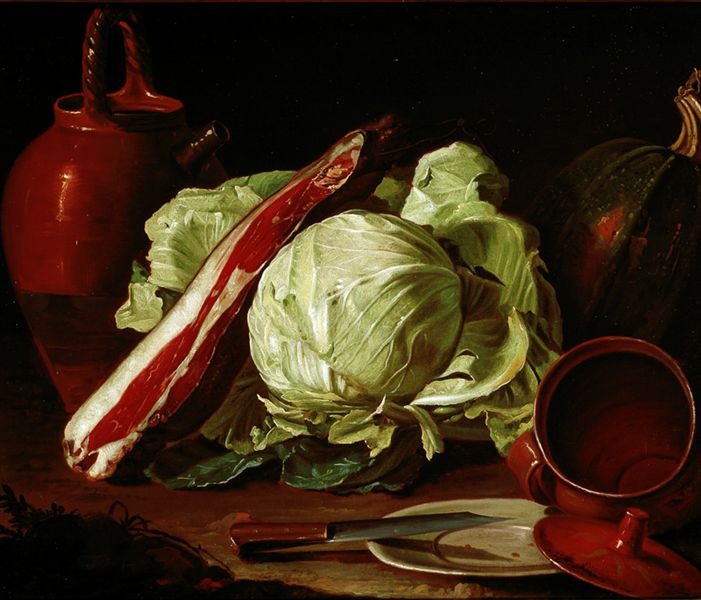
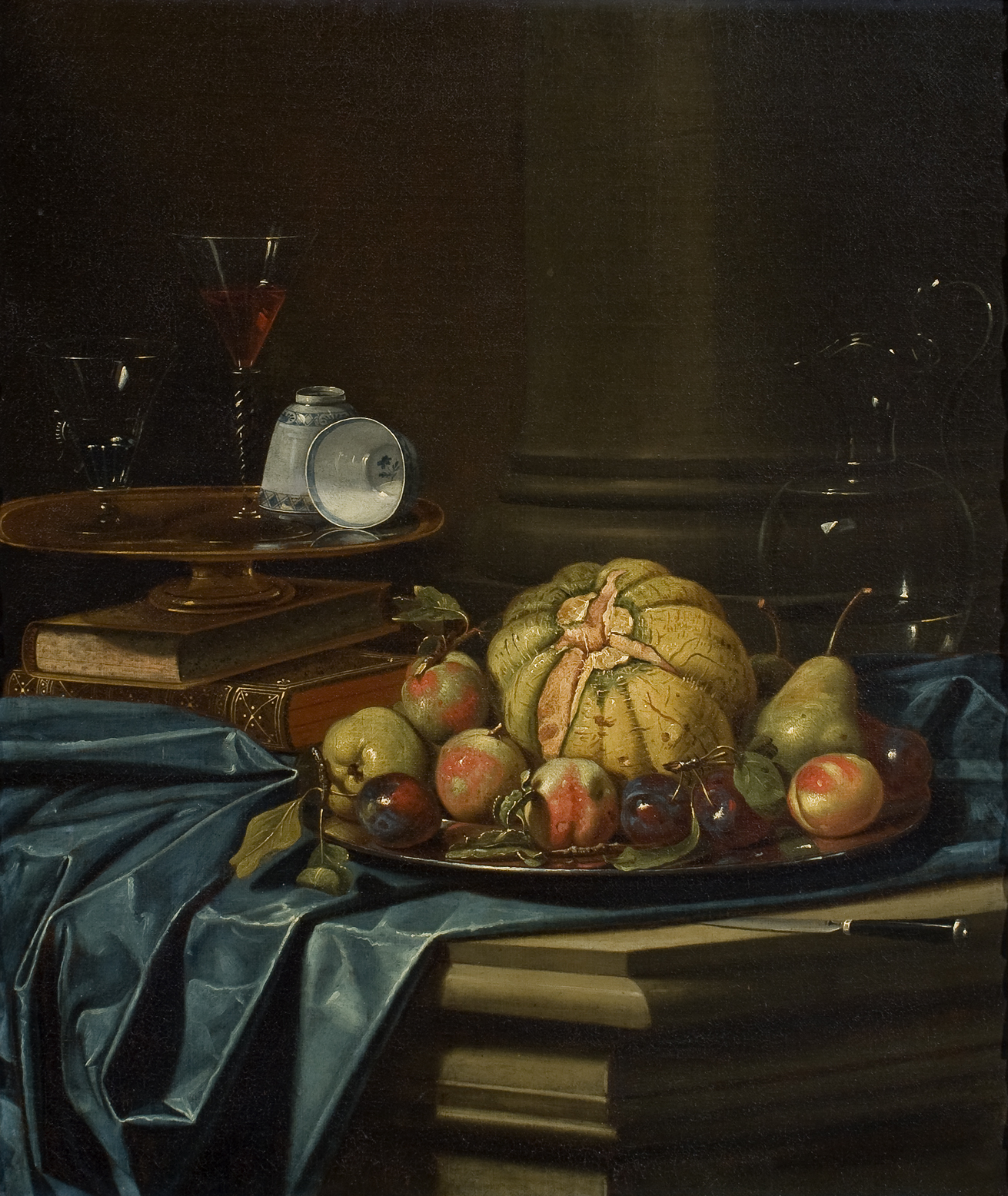
1706 - 1708

## Curatele
- Cristoforo Munari, Cristoforo Munari.Un maestro della natura morta, a cura di Francesca Baldassari, pittura, Federico Motta Editore, 1999, ISBN 88-7179-169-X.